# Усадьба Морозовых в Подсосенском переулке
Усадьба Морозовых в Подсосенском переулке — здание-достопримечательность в Москве.

## Географическое расположение
Усадьба Морозовых находится по адресу: Центральный административный округ, Подсосенский переулок, дом 21, строение 1. Район Басманный.

## История
До 1730 года хозяин территории Д. М. Плавильщиков, владевший парусной фабрикой. Владение включало в себя небольшие дома. В 1879 году по красной линии возведено помещение, предназначавшееся Викуле Морозову, имевшему текстильную мануфактуру в Орехово-Зуево. Архитектор Михаил Чичагов, известный по проектам зданий для театра Корша в Богословском переулке и для Бахрушинской больницы на Стромынке (совместно с Б. В. Фрейденбергом). В 1895 году главный дом перестроен. Алексей Викулович Морозов в основном занимался коллекционированием фарфора, серебра, икон, портретов. 16 февраля 1907 года отсюда выносили гроб Николая Шмита, владельца мебельной фабрики на Пресне, родственника Морозовых, участника революции 1905 года. Его коллекцию после 1917 года национализировали. Здесь заработал музей фарфора. И. Е. Бондаренко писал по этому поводу:
Морозов не бросился за рубеж, остался около своего собрания и с удивительным покорным спокойствием занимался описанием и охранением своего музея. Скромно живя в двух нижних комнатах своего особняка, он всегда был на месте и радушно встречал посетителя... и с увлечением истого собирателя показывал новые поступления.
В конце 1920-х годов коллекцию отдали в музеи. Далее здесь располагались организации: Институт леса АН СССР под руководством академика В. Н. Сукачева, издательство «Наука».

## Архитектура
Остатки основного дома состоят из первых двух этажей, напротив белых ворот. В 1879 году архитектор — Михаил Чичагов. В 1895 году разбит зимний сад, внутреннее убранство изменено. Архитектор, вероятно, Ф. О. Шехтель. Стены здания украшены лепниной. Над парадным входом атланты держат на плечах балкон. Главные залы сделаны из мрамора, дерева и инкрустированы. В создании интерьера участвовал М. А. Врубель. Будуар выдержан в стиле рококо.